# نوريت كورين
نوريت كورين (بالعبرية: נורית קורן، من مواليد 24 فبراير 1960) محامية وسياسية إسرائيلية.